# Агибалов, Валерий Михайлович
Валерий Михайлович Агибалов (род. 6 марта 1951, Уфа) — советский тяжелоатлет; Мастер спорта СССР международного класса (1976), Заслуженный спортсмен Республики Башкортостан (1993).

## Биография
Родился 6 марта 1951 года в Уфе.
Спортом начал заниматься в ДСО «Локомотив» под руководством Б. М. Мосиевича. С 1970 года выступал за спортивный клуб им. Салавата Юлаева, в 1973—1981 годах — за ДСО «Спартак». 
Чемпион СССР среди юниоров (1971) и молодёжи (1972). Становился чемпионом СССР (1977) и РСФСР (1976, 1981); серебряным (1976) и бронзовым (1977) призёром Кубков СССР; а также бронзовым призёром чемпионата РСФСР в двоеборье (1978). Был победителем международных соревнований на Кубок «Дружбы» (1977). Рекордсмен Европы и СССР (1977 — в рывке) в легчайшей весовой категории. Являлся членом сборной команды СССР в 1976—1979 годах.